# Mycetophila neuquina
Mycetophila neuquina är en tvåvingeart som beskrevs av Duret 1981. Mycetophila neuquina ingår i släktet Mycetophila och familjen svampmyggor. Inga underarter finns listade i Catalogue of Life.